# Coleophora ballotella
Coleophora ballotella é uma espécie de mariposa do gênero Coleophora pertencente à família Coleophoridae.